# Saltos ornamentais no Campeonato Europeu de Esportes Aquáticos de 2022 - Plataforma 10 m sincronizado misto
A prova da plataforma 10 m sincronizado misto dos saltos ornamentais no Campeonato Europeu de Esportes Aquáticos de 2022 ocorreu no dia 16 de agosto no Foro Italico, em Roma na Itália. 

## Calendário
| Fase  | Data         | Hora  |
| ----- | ------------ | ----- |
| Final | 16 de agosto | 14:10 |

Todos os horários estão no horário local (UTC+1)

## Medalhistas
| Ouro                                      | Prata                                    | Bronze                                                  |
| Reino Unido · Kyle Kothari · Lois Toulson | Ucrânia · Sofiya Lyskun · Oleksiy Sereda | Itália · Sarah Jodoin Di Maria · Eduard Timbretti Gugiu |

## Resultados
Esses foram os resultados da competição.
| Pos.              | Nacionalidade | Saltadores                                   | Pontos | Pontos | Pontos | Pontos | Pontos | Pontos | Pontos |
| Pos.              | Nacionalidade | Saltadores                                   | T1     | T2     | T3     | T4     | T5     | Total  |        |
| ----------------- | ------------- | -------------------------------------------- | ------ | ------ | ------ | ------ | ------ | ------ | ------ |
| Medalha de ouro   | Reino Unido   | Kyle Kothari Lois Toulson                    | 46.80  | 47.40  | 69.30  | 67.20  | 70.08  | 300.78 |        |
| Medalha de prata  | Ucrânia       | Sofiya Lyskun Oleksiy Sereda                 | 47.40  | 48.00  | 78.72  | 62.10  | 62.37  | 298.59 |        |
| Medalha de bronze | Itália        | Sarah Jodoin Di Maria Eduard Timbretti Gugiu | 43.20  | 41.40  | 68.40  | 69.12  | 68.16  | 290.28 |        |
| 4                 | Alemanha      | Lou Massenberg Elena Wassen                  | 48.60  | 47.40  | 58.56  | 54.90  | 69.12  | 278.58 |        |
| 5                 | Espanha       | Valeria Antolino Carlos Camacho              | 40.80  | 44.40  | 54.90  | 48.96  | 66.24  | 255.30 |        |
| 6                 | França        | Jade Gillet Gary Hunt                        | 46.20  | 32.40  | 52.92  | 26.10  | 55.08  | 212.70 |        |